# Плесьно (Бартошицький повіт)
Плесьно (пол. Pleśno) — село в Польщі, у гміні Біштинек Бартошицького повіту Вармінсько-Мазурського воєводства.
Населення — 35 осіб (2011).
У 1975-1998 роках село належало до Ольштинського воєводства.

## Демографія
Демографічна структура станом на 31 березня 2011 року:
|          | Загалом | Допрацездатний вік | Працездатний вік | Постпрацездатний вік |
| -------- | ------- | ------------------ | ---------------- | -------------------- |
| Чоловіки | 15      | 0                  | 14               | 1                    |
| Жінки    | 20      | 6                  | 9                | 5                    |
| Разом    | 35      | 6                  | 23               | 6                    |